# Emily Donelson
Emily Donelson (n. 1 iunie 1807 - d. 19 decembrie 1836) a fost soția lui Andrew Jackson Donelson, vicePreședinte al Statelor Unite ale Americii și nepoata Președintelui american Andrew Jackson. A fost Prima Doamnă a Statelor Unite ale Americii între 1829 și 1836.